# Jordanów Śląski
Pour la gmina, voir Jordanów Śląski (gmina).
Jordanów Śląski est une localité polonaise, siège de la gmina de Jordanów Śląski, située dans le powiat de Wrocław en voïvodie de Basse-Silésie.

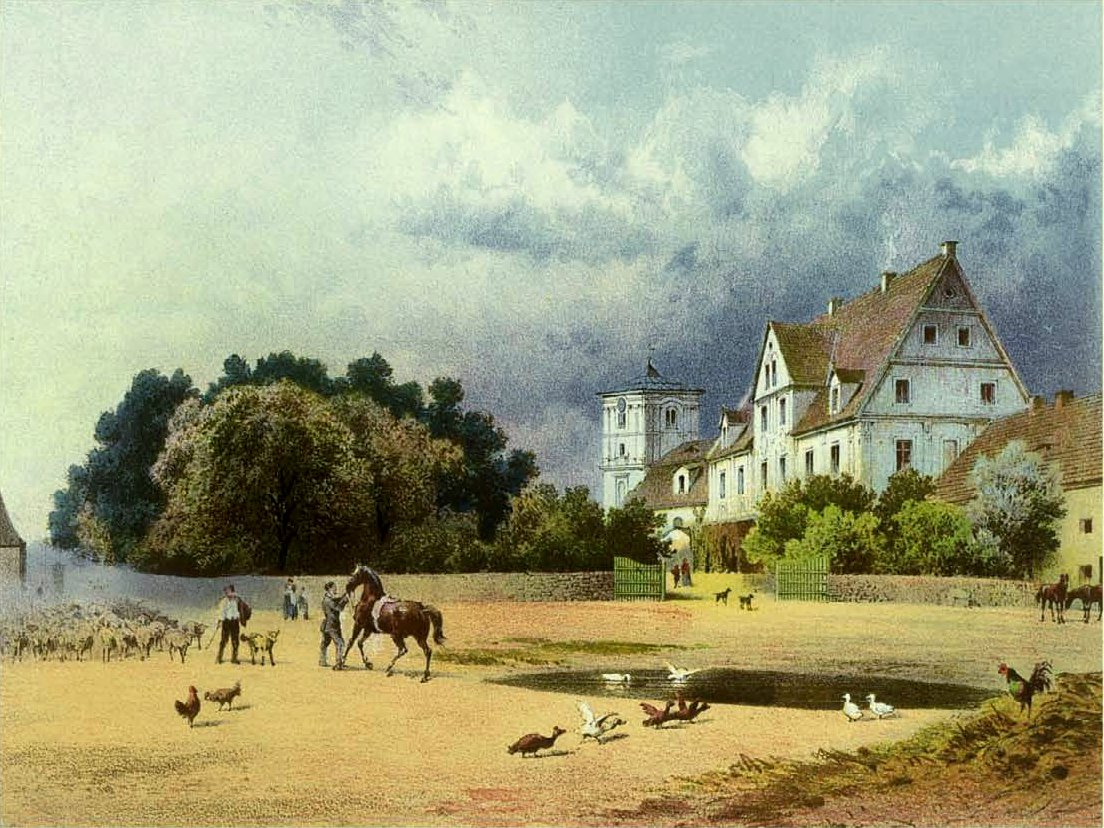
Palace Jordansmühl, 1860, Alexander Duncker

## Histoire
De 1742 à 1945, Jordansmühl fait partie de l'arrondissement de Nimptsch puis à partir de 1932, de l'arrondissement de Reichenbach dans le district de Breslau au sein de la province de Silésie.